# Леопольд Сальватор Габсбург-Тоскана
Леопольд Сальватор Габсбург-Тоскана (нім. Leopold Salvator von Österreich-Toskana) (15 жовтня 1863, Альтбунцлау, Богемія — 4 вересня 1931, Відень) — ерцгерцог Австрії з Габсбург-Лотаринзького дому (лінія Габсбург-Тоскана), фельдцейхмайстер, генерал-оберст (1916).

## Батьки
Ерцгерцог Леопольд Сальватор був старшим сином Карла Сальватора ерцгерцога Австрійського та Марії Іммакулати Бурбон-Сицилійської. Був внуком герцога Тоскани Леопольда ІІ. При народженні отримав ім'я Leopold Salvator Maria Joseph Ferdinand Franz von Assisi Karl Anton von Padua Johann Baptist Januarius Aloys Gonzaga Rainer Wenzel Gallus von Österreich-Toskana.

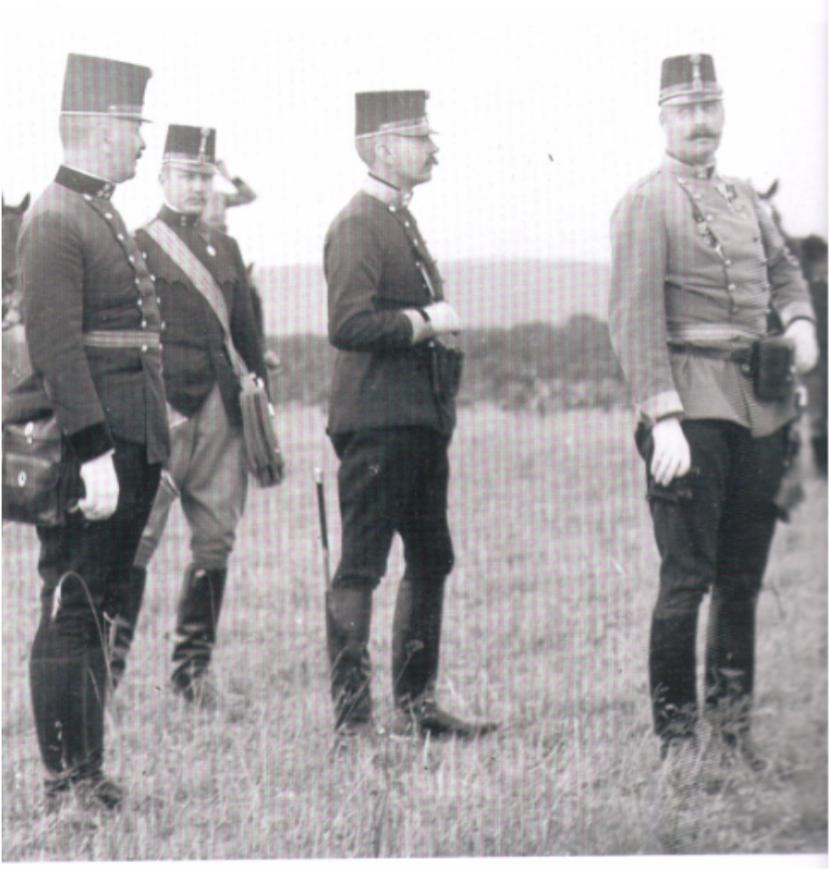
Ерцгерцог з офіцерами. 1904

## Освіта, служба
У 1878 вступив лейтенантом до Ц.к. піхотного полку № 77 і навчався у Технічній військовій академії Відня (1881–1883), воєнній школі (1887–1889). Після цього у званні майора прибув до полку № 11 корпусної артилерії у Львові (з 1891 оберстлейтенант). У жовтні 1892 у чині полковника прийняв піхотний полк № 24 у Львові. З вересня 1894 командир полку № 13 корпусної артилерії у Аграмі, у березні 1896 командир 13 артилерійської бригади в Аграмі (з квітня 1896 генерал-майор).
З 1898 ерцгерцог повернувся до піхотних підрозділів командиром 72 піхотної бригади, 1899 командиром 36 піхотної дивізії у Аграмі (з 1899 фельдмаршал-лейтенант), 25 піхотної дивізії у Відні. 27 жовтня 1906 ерцгерцог отримав звання фельдцейхмайстера, 20 квітня 1907 Генерал-інспектор-артилерії, 20 травня 1916 генерал-полковник, 5 березня 1918 перебував у відпустці.
Після завершення Першої світової війни покинув Австрію, де було конфісковано усе майно, і вирушив до Іспанії. Жив у Барселоні і 1930 повернувся до Австрії, де незабаром помер. Похоронений у родинному склепі Габсбургів.

## Сім'я

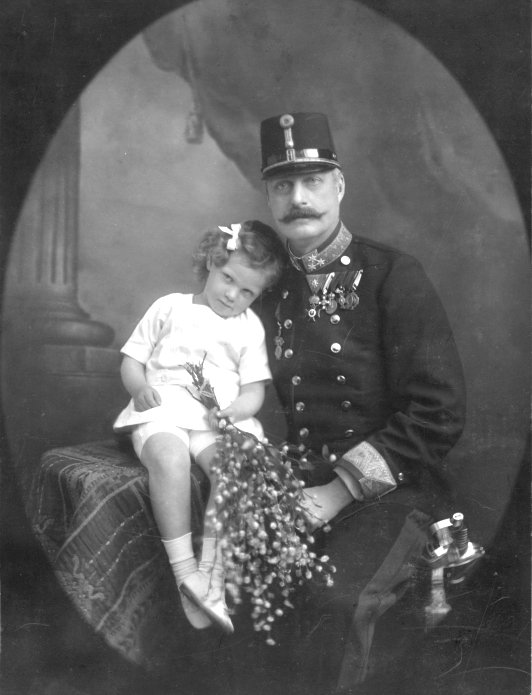
Ерцгерцог з наймолодшим сином Карлом Пієм. 1913

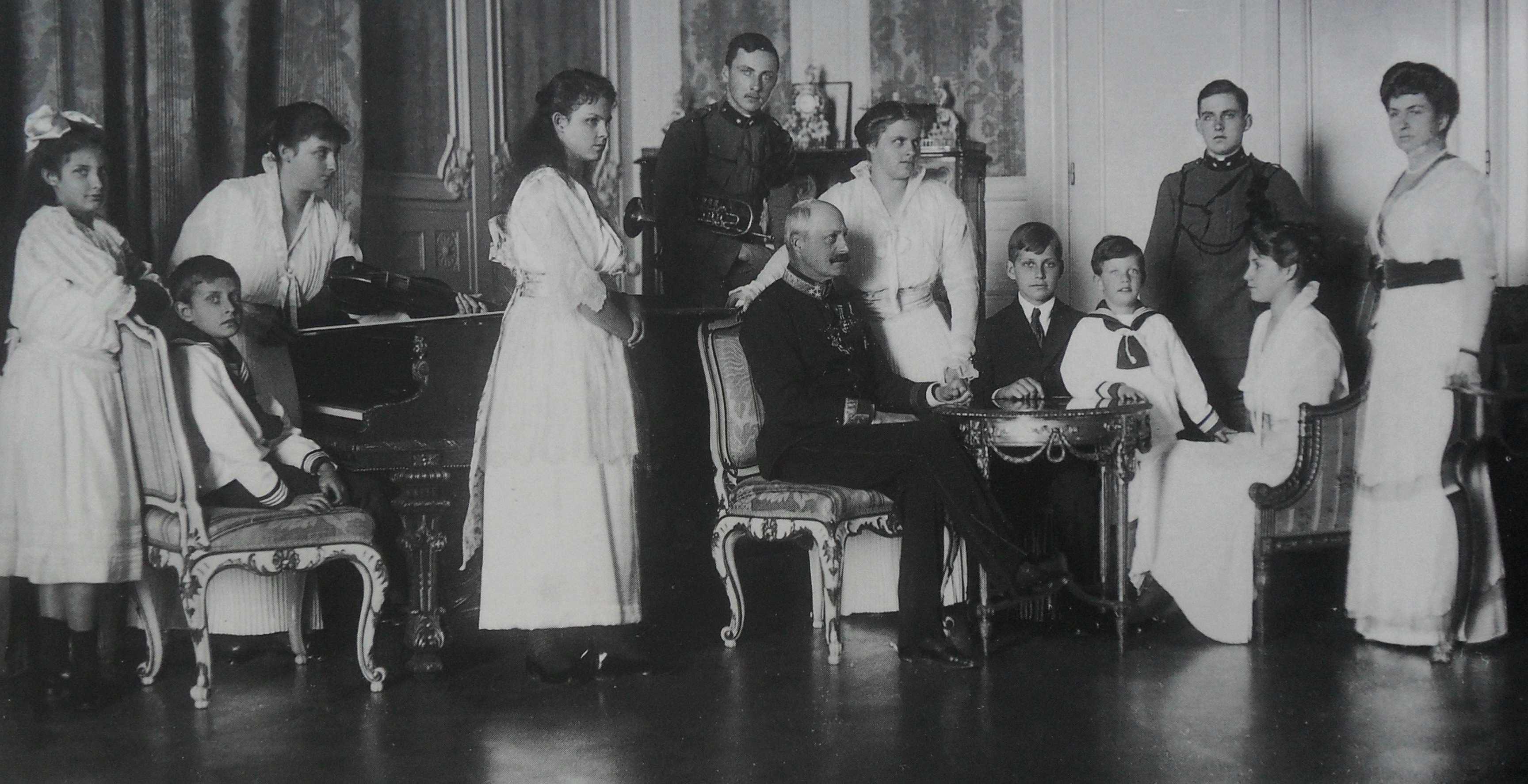
Ерцгерцог з дружиною і дітьми. 1915

24 жовтня 1889 Леопольд Сальватор одружився з інфантою Бланкою де Бурбон , донькою інфанта Карлоса Марія де Бурбон, претендента на трон Іспанії Карла VII. Його сини вважались карлістськими претендентами на трон Іспанії, але старші сини у 1920-х роках, молодші пізніше зреклись своїх претензій
- Долорес (1891—1974) — неодружена, бездітна, народилась у Львові
- Іммакулата (1892—1971) — дружина Нобеля Ігіно Нері-Сернер, бездітна, народилась у Львові
- Маргарета (1894—1986) — дружина Франциско Марія Таліані ді Марчіо, бездітна, народилась у Львові
- Райнер[en] (1895—1930) — помер бездітним
- Леопольд (1897—1958) — двічі одружений
  - Дагмар баронеса Ніколікс-Подринска (1919—1931), донька Габріела
  - Алісе Гібсон Коберн (1898—1960)
- Марія Антонія[en] (1899—1977) — двічі одружена
  - Дон Рамон де Орландіс і Віллалонга (1896—1936), п'ятеро дітей
  - Дон Луї Перес Сурке
- Антон[de] (1901—1987) — одружений
  - принцеса Ілона Румунська, шестеро дітей
- Ассунта[en] (1902—1993) — одружена
  - Йосиф Гопфінгер (1940—1950) — доньки Марія, Джульєтта
- Франц Йосиф[de] (1905—1975) — двічі одружений (морганатичні шлюби)
  - Марта Баумер (1937—1954)
  - Марія Елені Сіуніг де Бассус, донька Патриція
- Карл Пій (1909—1953) — одружений (морганатичний шлюб)
  - Крісте Сацгер де Балваніос, доньки Олександра, Марія